# 마끌루바
마끌루바(아랍어: مَقْلُوبَة)는 레반트를 비롯한 중동 지역의 쌀밥 요리이다. 쌀과 고기, 채소를 넣어 만든 요리로, 접시 위에서 냄비를 뒤집어서 거꾸로 엎어진 모양 그대로 낸다. 팔레스타인의 국민 음식 가운데 하나로 여겨진다.

## 이름
아랍어 "마끌루바(مقلوبة)"는 "뒤집어진"이라는 뜻이다.

## 만들기
향신료로 양념한 닭고기나 양고기 등을 굽다가, 그대로 물을 부어 끓인 뒤, 고기를 건져 내고 그 육수에 밥을 짓는다. 토마토, 감자, 콜리플라워, 가지 등 채소는 기름에 튀기거나 지져 둔다. 냄비에 익힌 채소, 고기, 밥을 켜켜이 쌓아 마저 익힌 뒤, 다 익으면 접시 위에 냄비를 뒤집어서 거꾸로 엎어진 모양 그대로 낸다. 잣이나 파슬리 등을 고명으로 올리기도 하며, 샐러드나 요거트를 곁들여 내기도 한다.

## 같이 보기
- 캐서롤